# Anaxarchos
Anaxarchos (gammalgrekiska Ἀνάξαρχος Anáxarchos), född omkring 360 f.Kr. i Abdera, Thrakien, död 320 f.Kr., var en grekisk filosof som tillhörde Demokritos skola.
Han följde med Alexander den stores fälttåg till Asien och det finns många anekdoter om hans samvaro med kungen. Känd är historien om hans död. Tyrannen Nikokreon på Cypern, som var Anaxarchos ovän, tillfångatog honom och stängde in honom i en mortel där han stöttes sönder så att han dog. Anaxarchos mötte den fruktansvärda döden utan att klaga.